# Ternay (Loir-et-Cher)
Ternay é uma comuna francesa na região administrativa do Centro, no departamento de Loir-et-Cher. Estende-se por uma área de 14,38 km². Em 2010 a comuna tinha 340 habitantes (densidade: 23,6 hab./km²).